# Konstrakta
Ana Đurić (serb. Ана Ђурић), z d. Ignjatović, znana jako Konstrakta (serb. Констракта; ur. 12 października 1978 w Belgradzie) – serbska piosenkarka, autorka tekstów i architektka. Reprezentantka Serbii w 66. Konkursie Piosenki Eurowizji (2022).

## Życiorys
Jej matka była stewardesą, a ojciec – Slobodan Ignjatović – dziennikarzem oraz ministrem informacji w czasach Jugosławii. Z wykształcenia jest architektem.
Była członkinią założonego w 1997 zespołu Mistakemistake, do którego trafiła w 2002. Po jego rozpadzie część członków tej grupy, w tym Konstrakta, założyła formację o nazwie Zemlja gruva. W 2008 wystąpili w Beoviziji z utworem „Čudesni svetovi”, zajmując ósme miejsce w finale. Rok później ponownie zgłosili się do Beoviziji, tym razem z piosenką „Svejedno je”, z którą odpadli w półfinale programu. W 2010 wydali album pt. WTF is Gruvlend, a w czerwcu 2016 płytę pt. Šta stvarno želiš?. Z okazji dziesięciolecia istnienia na przełomie 2018 i 2019 wydali składankę pt. Greatest Hits Collection.

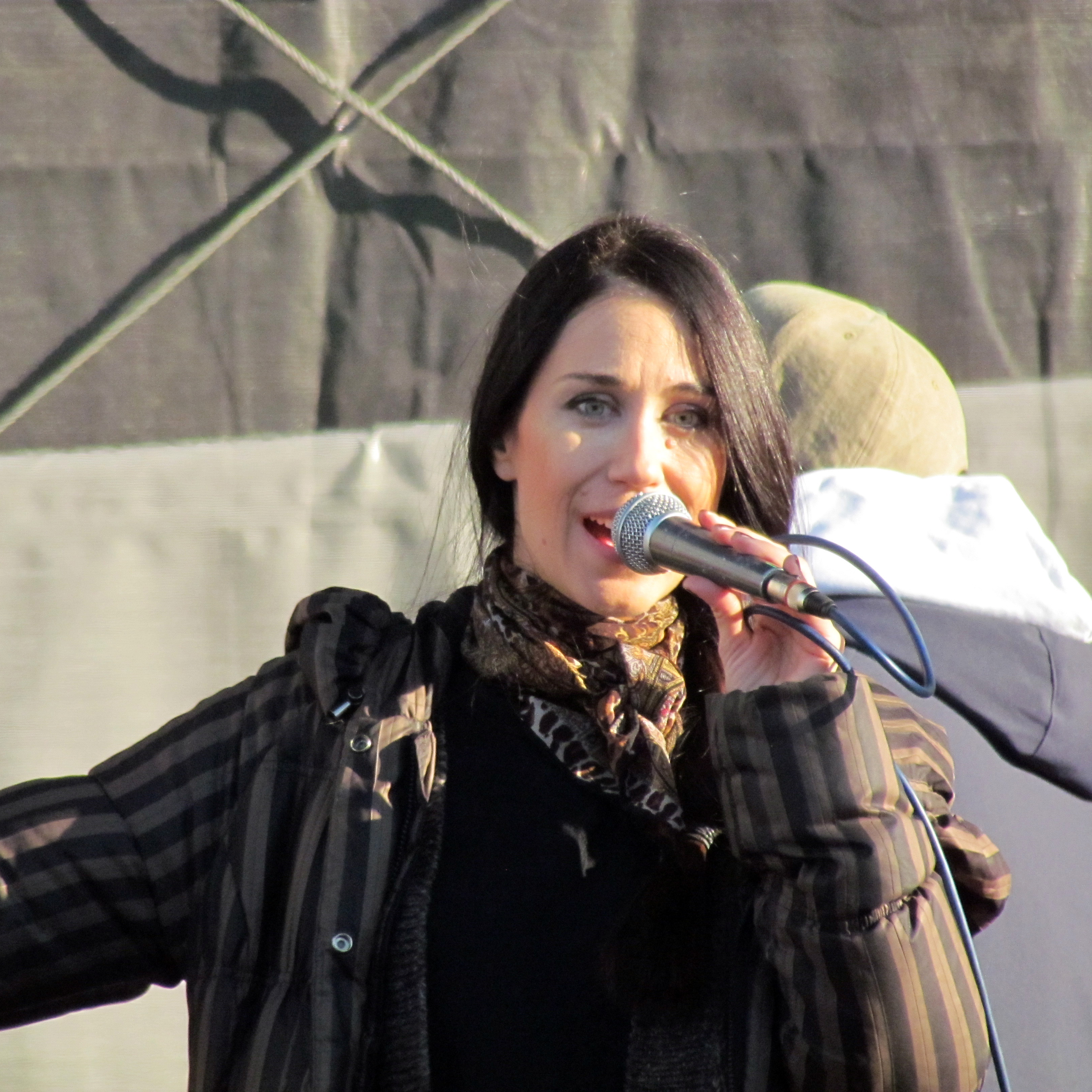
Konstrakta w 2017 roku

W 2019 Konstrakta wystąpiła w filmie dokumentalnym Nebeska tema o Vladzie Divljanie. W tym samym roku rozpoczęła karierę solową. W czerwcu 2019 opublikowała pierwszy solowy utwór, „Žvake”, a w marcu 2020 – singiel „Neam šamana”.

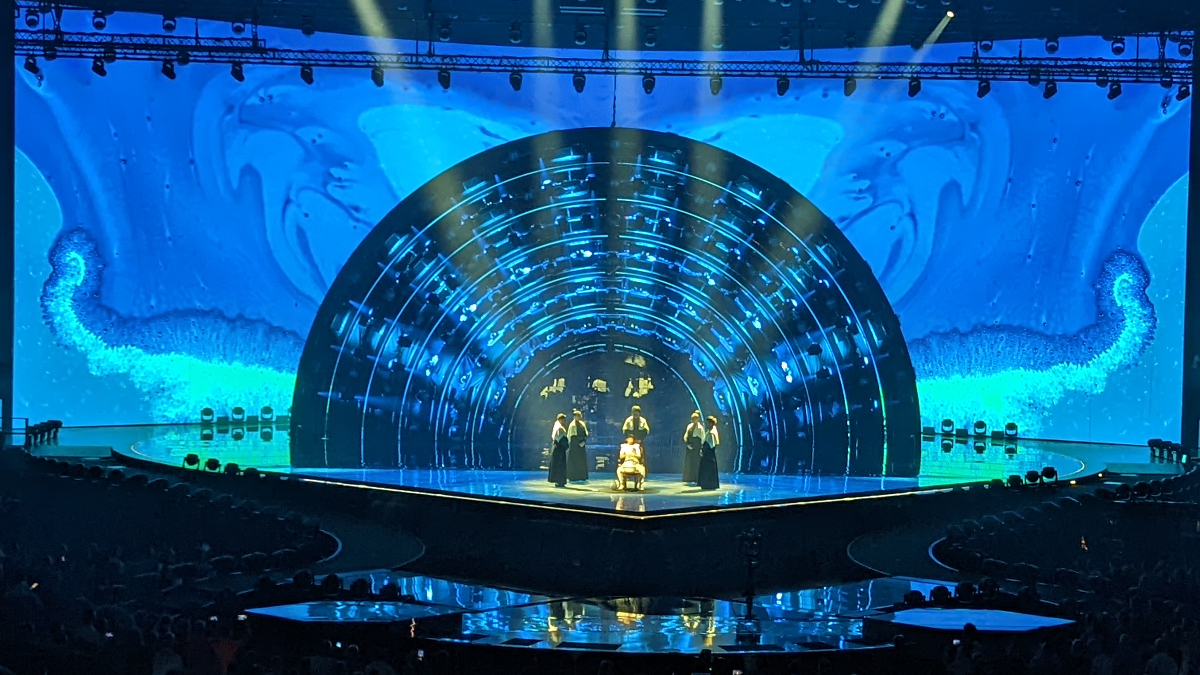
Konstrakta podczas występu w Konkursie Piosenki Eurowizji

W 2022 zgłosiła się do Pesmy za Evroviziju, serbskich eliminacji do 66. Konkursu Piosenki Eurowizji, z utworem „In corpore sano”, będącego częścią składającego się z trzech piosenek Triptihu. Wystąpiła w nich w pierwszym półfinale jako 12. w kolejności i zakwalifikowała się do finału, w którym wystąpiła jako ostatnia, osiemnasta w kolejności. Mimo że przed występem w selekcjach Konstrakta nie była zaliczana do faworytek, to występ w półfinale stał się wiralem w Serbii i sprawił, że artystka została jedną z głównych kandydatek do wygranej. Ostatecznie zwyciężyła zarówno w głosowaniu jurorów, jak i widzów, zostając tym samym reprezentantką Serbii w konkursie. 12 maja wystąpiła jako trzecia w kolejności w pierwszym półfinale 66. Konkursu Piosenki Eurowizji z utworem "In corpore sano" i z trzeciego miejsca awansowała do finału, w którym wystąpiła z przedostatniej, 24. pozycji startowej i zajęła piąte miejsce z wynikiem 312 punktów (83 od jurorów i 225 od telewidzów). Otrzymała także Nagrodę Artystyczną im. Marcela Bezençona. Pod koniec maja pojawiła się na scenie po raz pierwszy od Eurowizji, występując na festiwalu Sea Star w Umagu.
1 marca 2023 wydała singiel „Evo, obećavam!”, który początkowo miał nosił tytuł „Patchouli” (w języku polskim oznacza azjatycką roślinę brodźca paczulkę). Do utworu powstał teledysk podzielony na trzy części: „Depresivna sam”, „Anksiozan sam” i „Obećaj mi”. W październiku 2023 wraz z Magnifico opublikowała singiel „Put”, który znalazł się w ścieżce dźwiękowej filmu Čuvari formule. W grudniu 2023 znalazła się na liście 28 uczestników Pesmy za Evroviziju ’24, serbskich preselekcji do Konkursu Piosenki Eurowizji 2024 z utworem „Novo, bolje”. W konkursie zajęła ostatecznie czwarte miejsce z 16 punktami (8 od jury + 8 od widzów).

## Życie prywatne
W 2009 poślubiła Milana Đuricia, który również jest architektem. Ma dwoje dzieci: córkę Lenę i syna Nikolę.
W sierpniu 2007 roku założyła własne biuro projektowe.

## Dyskografia

### Single
| Rok                                                      | Tytuł                        | Najwyższe pozycje na listach | Najwyższe pozycje na listach | Najwyższe pozycje na listach | Najwyższe pozycje na listach | Najwyższe pozycje na listach | Najwyższe pozycje na listach | Najwyższe pozycje na listach | Album   |
| Rok                                                      | Tytuł                        | SRB                          | CRO                          | GRE                          | NLD                          | ISL                          | LTU                          | SWE                          | Album   |
| -------------------------------------------------------- | ---------------------------- | ---------------------------- | ---------------------------- | ---------------------------- | ---------------------------- | ---------------------------- | ---------------------------- | ---------------------------- | ------- |
| 2019                                                     | „Žvake”                      | –                            | –                            | –                            | –                            | –                            | –                            | –                            | —       |
| 2020                                                     | „Neam šamana”                | –                            | –                            | –                            | –                            | –                            | –                            | –                            | —       |
| 2022                                                     | „In corpore sano”            | 7                            | 1                            | 80                           | –                            | 15                           | 11                           | 63                           | Triptih |
| 2022                                                     | „Mekano”                     | –                            | –                            | –                            | –                            | –                            | –                            | –                            | Triptih |
| 2022                                                     | „Nobl”                       | –                            | –                            | –                            | –                            | –                            | –                            | –                            | Triptih |
| 2023                                                     | „Evo, obećavam!”             | –                            | –                            | –                            | –                            | –                            | –                            | –                            | —       |
| 2023                                                     | „O, klasje moje (A. Šantić)” | –                            | –                            | –                            | –                            | –                            | –                            | –                            | —       |
| „–” oznacza, że singel nie był notowany na danej liście. |                              |                              |                              |                              |                              |                              |                              |                              |         |